# Chasmanthe bicolor
Chasmanthe bicolor är en irisväxtart som först beskrevs av Guglielmo Gasparrini, och fick sitt nu gällande namn av Nicholas Edward Brown. Chasmanthe bicolor ingår i släktet Chasmanthe och familjen irisväxter. Inga underarter finns listade i Catalogue of Life.

## Bildgalleri

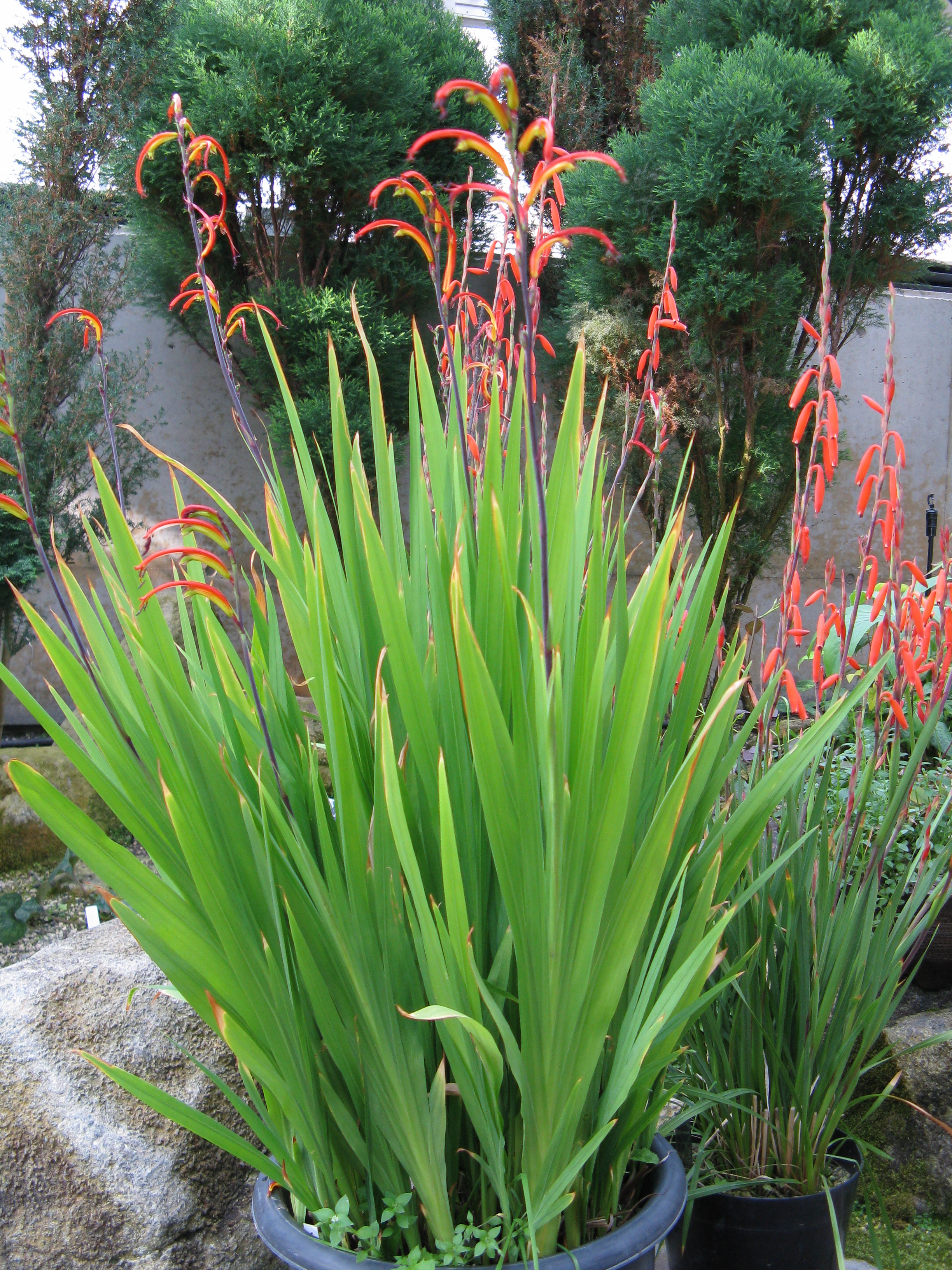
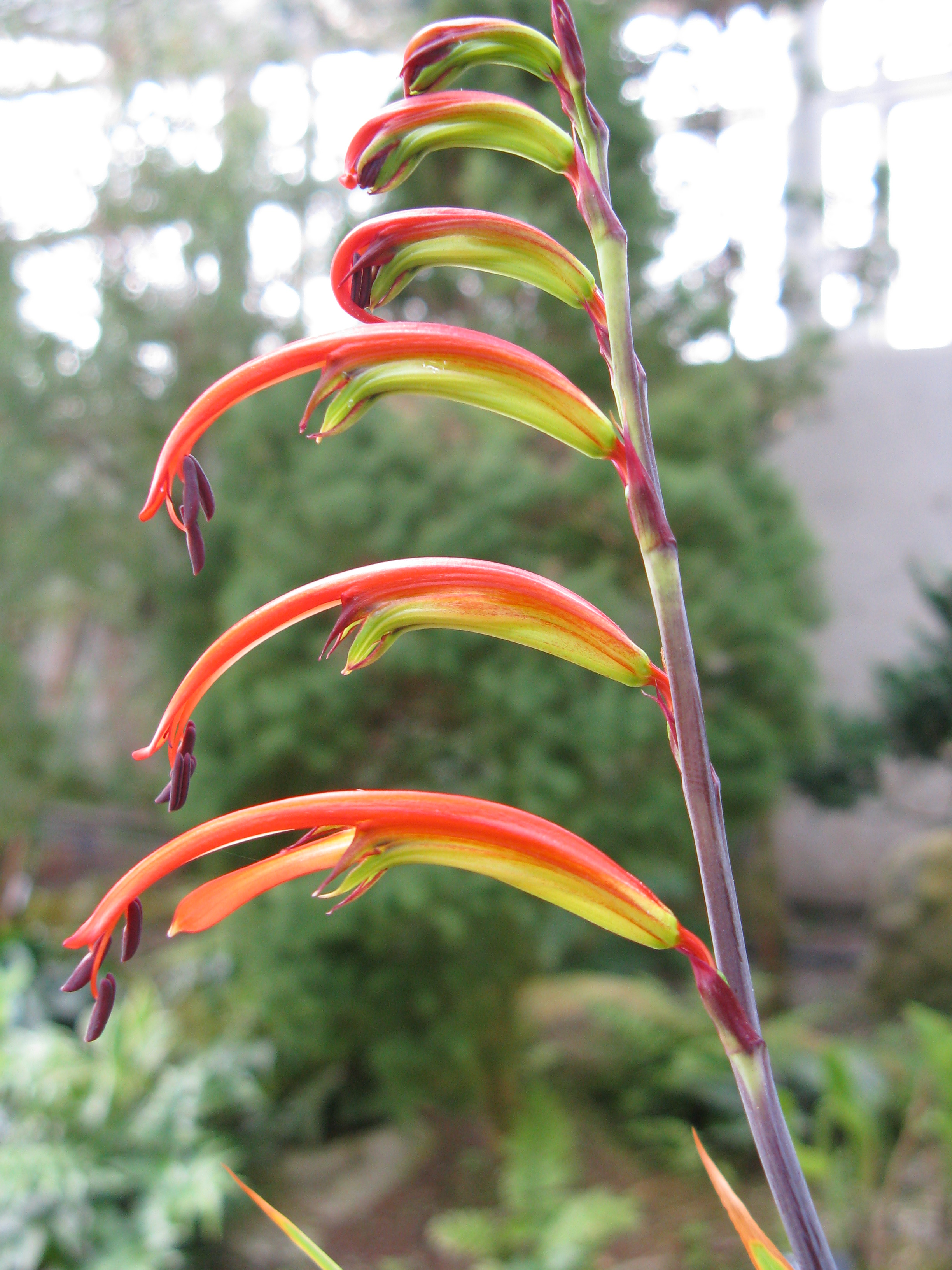
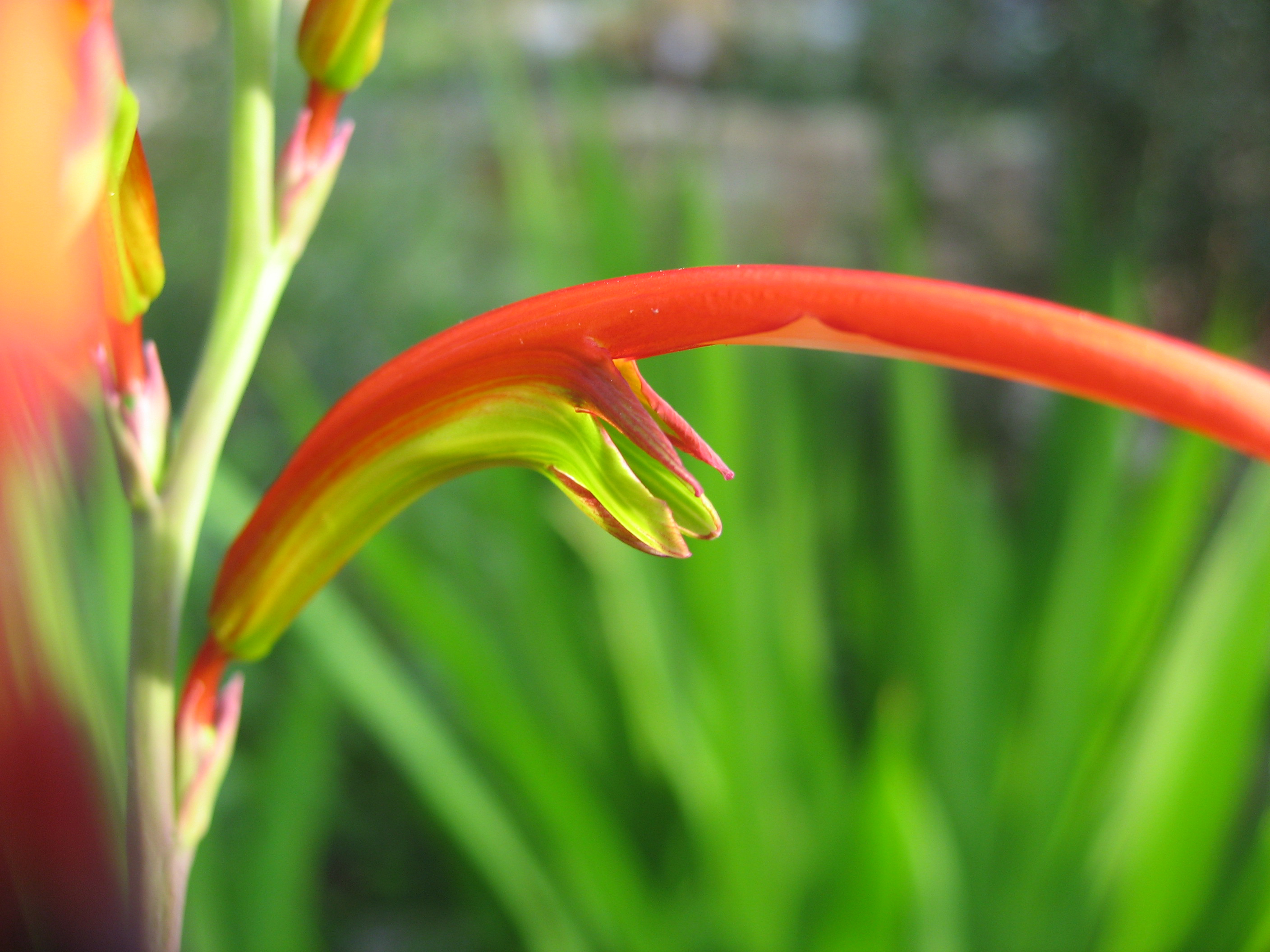